# 경천 12시
《경천 12시》(중국어: 驚天十二小時)은 1991년에 개봉한 홍콩 영화이다.

## 출연
- 유덕화 - 아비
- 알란 탐 - 레이
- 증지위 - 뚱보
- 나미미 - 아비의 애인
- 나수기 - 다까라마

## 한국판 성우진(KBS, 1998년 12월 5일)
- 홍시호 - 아비(유덕화)
- 김민석 - 레이(알란 탐)
- 유해무 - 뚱보(증지위)
- 김수경 - 뚱보의 동생(수라서)
- 최흘 - 다까라마(나수기)
- 탁원제 - 병원장(원규)
- 김규식 - 경찰 반장(홍배흥)
- 윤병화 - 스톤(양가인)
- 김영민 - 테러범 대장(찬호)
- 박상훈 - 페리(진백상)
- 함수정 - 테러범(장금옥)
- 성완경 - 테러범(누학현)
- 오인성 - 경찰(홍동검)
- 이선 - 아비의 애인(나미미)